# Erythroxylum baracoense
Erythroxylum baracoense är en tvåhjärtbladig växtart som beskrevs av A. Borhidi. Erythroxylum baracoense ingår i släktet Erythroxylum och familjen Erythroxylaceae. Inga underarter finns listade i Catalogue of Life.